# The Ballad of Jack and Rose
Pour plus de détails, voir Fiche technique et Distribution.
The Ballad of Jack and Rose, ou La ballade de Jack et Rose au Québec, est un film américain réalisé par Rebecca Miller, sorti en 2005.

## Synopsis
Jack vit sur une île isolée dans les vestiges d'une ancienne communauté abandonnée, avec sa jeune fille de 16 ans Rose. Depuis la disparition de la communauté Jack élève sa fille en la protégeant et en la coupant des influences du monde moderne. Sa maladie incurable et les transformations dues à l'adolescence de sa fille bousculent les deux êtres et les questionnent sur leur devenir respectif. Rose a envie de suivre son père sur la voie de la mort.
Jack est un homme qui a consacré et adapté sa vie à la préservation de l'environnement, et il chasse régulièrement les promoteurs, tels que Marty Rance, qui tentent d'investir l'île et d'y construire des lotissements de maisons modernes à proximité de l'ancienne communauté, lieu de résidence de Jack et Rose.
Jack décide, sans en avertir préalablement Rose, d'inviter sa petite amie Kathleen vivant en ville et ses deux fils Rodney et Thaddius. Rose prend cela comme une trahison, et réagit de manière extrêmement violente et brutale envers les nouveaux occupants.

## Fiche technique
- Titre original et français : The Ballad of Jack and Rose
- Titre québécois : La ballade de Jack et Rose
- Réalisation : Rebecca Miller
- Scénario : Rebecca Miller
- Production : Lemore Syvan, Melissa Marr, Caroline Kaplan, Graham King et Jonathan Sehring
- Sociétés de production : Elevation Filmworks, IFC Productions et Initial Entertainment Group
- Distribution :  France : TFM Distribution
- Musique : Michael Rohatyn
- Photographie : Ellen Kuras
- Montage : Sabine Hoffmann
- Décors : Mark Ricker
- Costumes : Jennifer von Mayrhauser (en)
- Pays d'origine :  États-Unis
- Format : Couleurs - 1,85:1 - Dolby Digital - 16 mm
- Budget : 1,5 million de dollars
- Genre : Drame
- Durée : 112 minutes
- Dates de sortie : 23 janvier 2005 (festival de Sundance), 25 mars 2005 (États-Unis), 15 février 2006 (France)

## Distribution
Légende : VF = Version Française et VQ = Version Québécoise
- Camilla Belle (VQ : Geneviève Déry) : Rose Slavin
- Daniel Day-Lewis (VQ : Gilbert Lachance) : Jack Slavin
- Catherine Keener (VF : Carole Franck et VQ : Nathalie Coupal) : Kathleen
- Ryan McDonald (VQ : Tristan Harvey) : Rodney
- Paul Dano (VQ : Sébastien Reding) : Thaddius
- Jason Lee : Gray
- Jena Malone (VQ : Geneviève Désilets) : Red Berry
- Beau Bridges (VQ : Marc Bellier) : Marty Rance
- Susanna Thompson : Miriam Rance
- Anna Mae Clinton : Rose enfant

## Autour du film

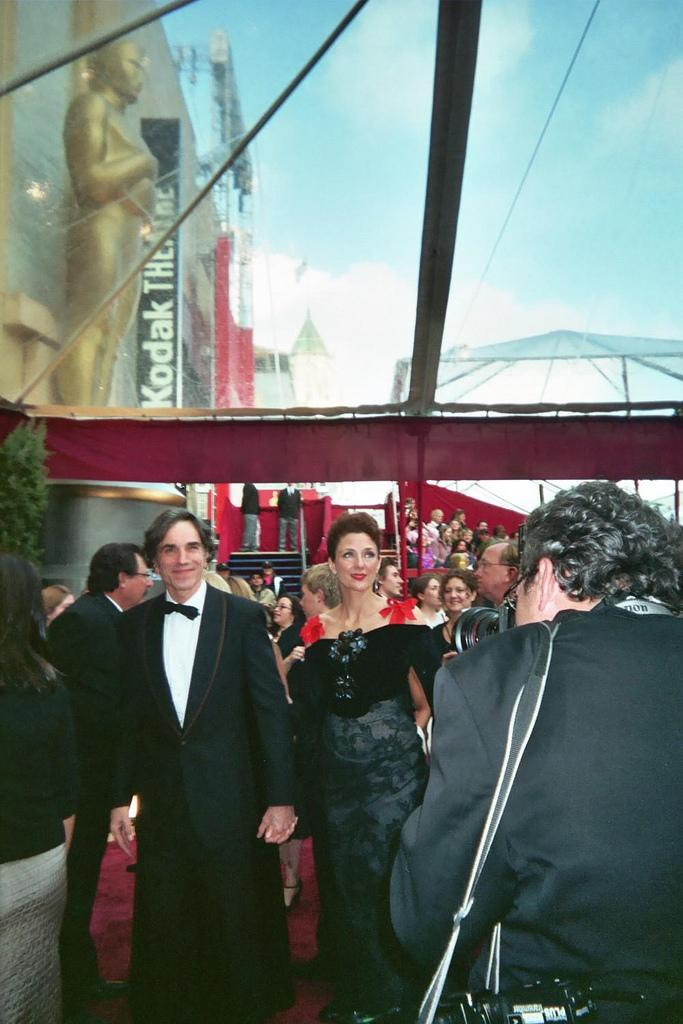
L'acteur principal Daniel Day-Lewis et sa femme, la réalisatrice Rebecca Miller, aux Oscars 2008.

- Le tournage s'est déroulé du 21 juillet au 6 septembre 2003 sur l'Île-du-Prince-Édouard, au Canada, ainsi  qu'à New Milford, aux États-Unis.
- Le film fut projeté une première fois en France le 5 septembre 2005 lors du Festival du cinéma américain de Deauville suivi, le 6 octobre 2005, du Festival International du Cinéma au Féminin de Bordeaux.
- Rebecca Miller avait déjà proposé précédemment le rôle principal à Daniel Day Lewis, mais celui-ci avait refusé car il se trouvait trop jeune. Il l'a finalement accepté, près de 10 ans après.

## Bande originale
- I Put a Spell on You, interprété par Creedence Clearwater Revival
- Boots of Spanish Leather, interprété par Bob Dylan
- Sångbron, interprété par Träd Gräs och Stenar
- Shooting Star, interprété par Bob Dylan
- Busted Bicycle, interprété par Leo Kottke
- I Put a Spell on You, interprété par Nina Simone
- Brady Bunch Theme, composé par Frank De Vol et Sherwood Schwartz
- Klangbron, interprété par Träd Gräs och Stenar
- Chrisboogie, interprété par Träd Gräs och Stenar
- Hate-Fueled Man, interprété par Brian Tichy
- Broken Wings, interprété par John Mayall
- Coolidge Rising, interprété par Leo Kottke
- One More Cup of Coffee, interprété par Bob Dylan
- Promise Me, interprété par Courtney Saunders

## Distinctions
- Prix du meilleur second rôle féminin pour Catherine Keener, lors des Boston Society of Film Critics Awards en 2005.
- Nomination au Grand Prix Spécial, lors du Festival du cinéma américain de Deauville en 2005.
- Nomination au prix de la meilleure performance pour Camilla Belle, lors des Gotham Awards en 2005.
- Prix du meilleur second rôle féminin pour Catherine Keener, lors des Los Angeles Film Critics Association Awards en 2005.